# Satyrium liparops
Satyrium liparops is een vlinder uit de familie Lycaenidae. De wetenschappelijke naam van de soort werd als Thecla liparops in 1833 gepubliceerd door Boisduval.

## Ondersoorten
- Satyrium liparops liparops
  - = Hesperia anacreon Fabricius, 1793, nomen oblitum
- Satyrium liparops strigosa (Harris, 1862)
  - Thecla strigosa
- Satyrium liparops fletcheri (Michener & Dos Passos, 1942)
- Satyrium liparops aliparops (Michener & Dos Passos, 1942)
- Satyrium liparops floridensis Gatrelle, 2001